# Rio São João (vattendrag i Brasilien, Paraná, lat -25,17, long -51,00)
Rio São João är ett vattendrag i Brasilien.   Det ligger i delstaten Paraná, i den södra delen av landet, 1 100 km söder om huvudstaden Brasília.
Runt Rio São João är det i huvudsak tätbebyggt. Runt Rio São João är det ganska glesbefolkat, med 27 invånare per kvadratkilometer.